# Bañón
Bañón è un comune spagnolo di 168 abitanti situato nella comunità autonoma dell'Aragona.